# Tatsurō Hagihara
Tatsurō Hagihara (japanisch 萩原 達郎 Hagihara Tatsurō; * 6. August 1982 in der Präfektur Kagoshima) ist ein japanischer Fußballspieler.

## Karriere
Hagihara erlernte das Fußballspielen in der Schulmannschaft der Kagoshima Jitsugyo High School. Seinen ersten Vertrag unterschrieb er 2001 bei Vegalta Sendai. Der Verein spielte in der zweithöchsten Liga des Landes, der J2 League. 2002 wurde er mit dem Verein Vizemeister der J2 League und stieg in die J1 League auf. Am Ende der Saison 2003 stieg der Verein in die J2 League ab. 2009 wurde er mit dem Verein Meister der J2 League und stieg wieder in die J1 League auf. 2011 wechselte er zum Zweitligisten Ehime FC. Ende 2011 beendete er seine Karriere als Fußballspieler.